# 한스 로슬링

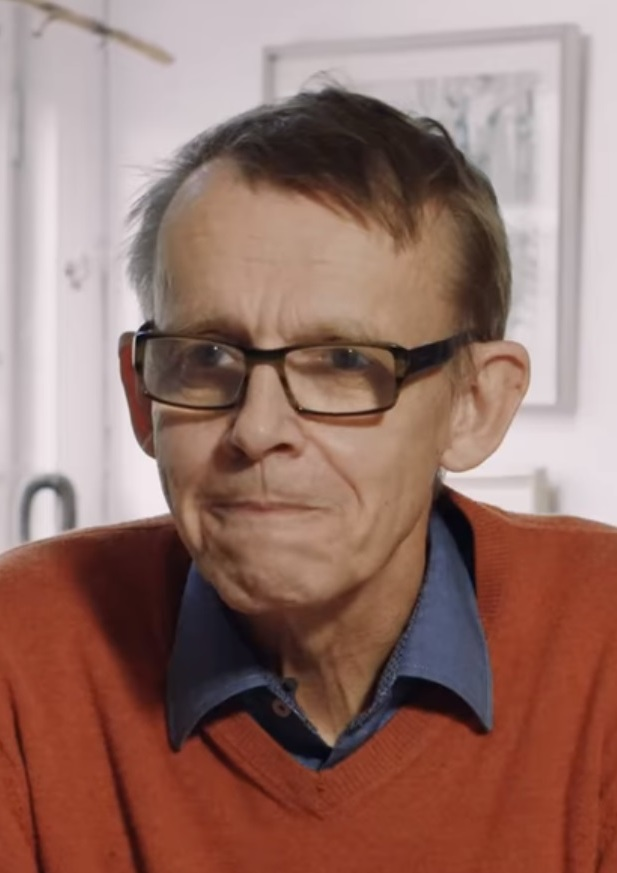
2016년의 한스 로슬링.

한스 로슬링(Hans Rosling, 1948년 7월 27일 ~ 2017년 2월 7일)은 스웨덴의 의사이자 통계학자이다. 카롤린스카의과대학 교수로 재직하였고 , 트렌달라이저(Trendalyzer)를 개발한 비영리 벤처 갭마인더 재단의 공동설립자이기도 하다. 빅데이터를 가장 잘 활용하는 보건 통계학자로 알려져 있다.

## 저서
- 팩트풀니스 (공저, 이창신 역, 김영사, 2019년 3월 8일)[2]

## 같이 보기
- 한스 로슬링과 마법 세탁기 보관됨 2014-01-07 - 웨이백 머신, TED, 2011년 3월